# フルーツブランデー
フルーツブランデー（英語: fruit brandy、fruit spirit）は、果物を原料とする蒸留酒の総称。
一般的にはブドウを原料とするグレープブランデーは含めない。リンゴを原料とするアップルブランデーも除外されることがある。
「ブランデー」は果実酒を蒸留してつくった酒の総称であり、ブドウを原料とするグレープブランデーと、ブドウ以外の果実を原料とするフルーツブランデーとに大別される。
無色透明であることが多く、風味は千差万別であり、原料となった果物とは異なる香りがあり、指摘されれば原料の果物の存在がわかることもある。
フルーツブランデーとしては以下のようなものが知られる。
- リンゴ - カルヴァドス[1][2][3]、アップルジャック[2]
- サクランボ[2] - キルシュヴァッサー[1][3]
- プラム[2] - スリヴォヴィッツ[3]
- 洋ナシ[2] - ポワール・ウィリアムス（英語版）[3]
- 木イチゴ[2] - クレーム・ド・フランボワーズ[3]

日本においては、カットしたフルーツをブランデーに漬け込んだ酒を「フルーツブランデー」と呼ぶこともある。